# Udalrichinger
Die Udalrichinger waren ein fränkisch-alamannisches Adelsgeschlecht mit Sitz in Bregenz und Winterthur, das vom 8. bis zum 11. Jahrhundert existierte. Namensgeber war Graf Udalrich I., Sohn des Gerold von Anglachgau und Bruder der Hildegard, der Ehefrau Karls des Großen. Diese gehörten zum Reichsadel, waren seit der zweiten Hälfte des 8. Jahrhunderts im Bodenseegebiet begütert und gewannen dort großen Einfluss. Sie besaßen Grafschaften in Alp-, Breis-, Thur-, Linz-, Argen- und Hegau. Ihre Kontrahenten waren die Hunfridinger, die in Rätien herrschten. Der Versuch der Udalrichinger, dieses Gebiet zu erobern, scheiterte trotz königlicher Billigung. Um 839 verloren sie große Teile ihrer Grafschaften am Bodensee an die Welfen, gewannen sie jedoch 854 zurück und dehnten sogar ihre Herrschaft durch das gute Verhältnis zu den Karolingern auf Pannonien, das Klett-, das Nibel- und das Rheingau aus. Um 1040 teilte sich das Geschlecht in die drei Linien Buchhorn, Bregenz und Pfullendorf.

## Hintergrund
Nach den Niederlagen um die Jahrhundertwende des 5. zum 6. Jahrhunderts gegen die Franken unter den Merowingern, gerieten die Alamannen, die sich in Herrschaftsbereiche gleichrangiger Herzöge teilten und sich allenfalls spontan einer gemeinsamen Führung unterordneten, in zunehmende Abhängigkeit vom fränkischen Zentralstaat, der sich unter den Karolingern über Mitteleuropa ausdehnte. Auch andauernde Aufstände brachten im 7. Jahrhundert nur eine vorübergehende Autonomie zurück, die nach Mitte des 8. Jahrhunderts – vor allem nach dem Blutgericht von Cannstatt 764 – zu einer Neuorganisation der Herrschaftsstrukturen durch die Einsetzung fränkischer Gaugrafen zum Ausdruck kam. Auch die gesellschaftlichen Veränderungen mit zahlreichen Klostergründungen und der Entwicklung städtischer Siedlungen und überregionaler Wirtschaftsaktivitäten brachten die lange dominierende Lebensweise in Stammesverbänden zum Erlöschen. Historiker sehen hier auch politische und kulturelle Anfänge zu ersten europäischen Gemeinsamkeiten. 
Das 8. und 9. Jahrhundert stand im Zeichen interner Konflikte, die von verschiedenen Interessen bestimmt waren – neben denen der Staatsgewalt, denen von Adelsfamilien und Klöstern, die um Territorien konkurrierten und dem Bürgertum, die auf die Kapitalbildung setzten. Das Augenmerk auf dem Grafentum als der noch entscheidenden militärischen Gewalt, rechtfertigt sich über die dadurch erfolgende Prägung der Verhältnisse in diesen beiden Jahrhunderten.
Das Grafentum entwickelte sich im Rahmen der älteren Gaustrukturen, entscheidend jedoch durch das allmählich schwindende Prinzip der unabhängig von Verwandtschaft wechselnden Einsetzung der Machthaber durch die Könige hin zur Vererbung der Macht innerhalb der Familien. Dieser Prozess hatte sich bei den Udalrichingern schon durchgesetzt und wurde nur noch in seltenen Fällen aufgehoben.

## Stammliste
1. Gerold I., 774/784 Graf am Mittelrhein, † wohl vor 795; ⚭ Imma, 778/786 bezeugt, Tochter von Graf Hnabi, Schwester von Graf Ruatpert
  1. Gerold II., * um 755/60, † 799 Stammvater der Geroldonen
  2. Hildegard, * 758; † 30. April 783; ⚭ Karl der Große
  3. Ulrich (Udalrich) I., † 807, Graf in Pannonien, Graf im Breisgau 780–807, Graf am Bodensee
    1. Udalrich II., † nach 815
    2. Ratbert (800/803), Ruadbert (806/813–814), † wohl 817, Graf, 806 Graf im Thurgau, 807/813–814 Graf am Nordufer des Bodensees, 807 Graf im Argengau, 813–814 Graf im Linzgau, begraben wohl in Lindau
– vermutliche Nachkommen:
      1. Udalrich III., † 13. oder 14. April vor 896/900, 860 Graf im Argengau, 867 wohl als „dilectus nepos“ (auserwählter Verwandter) des Königs Ludwig der Deutsche bezeichnet, 885/889 Graf am Nordufer des Bodensees, 885–886 Graf im Argengau, 889 Graf im Linzgau
        1.  ? Udalrich IV., † 27. September 894/26. Mai 896–900, 885/894 Graf am Nordufer des Bodensees, 885 und 894 Graf im Argengau, 891 Graf im Linzgau und im Rheingau, 894 als „Udalrich junior“ bezeichnet, ⚭ Perehheide, 886/890 bezeugt
          1. Keroldus, 886 bezeugt
          2. Irmindrud, 886/894 Äbtissin von Aadorf
          3. Persehdrud, 886 Äbtissin von Aadorf

ohne Zuordnung:
- Ulrich V. in Buchhorn, 912/um 920 Graf; ⚭ Wendilgart – Nachkommen: die Grafen von Bregenz

## Anmerkung
1. ↑  Die Entwicklung wird im 10. Jahrhundert durch eine von außen herangetragene Katastrophe, die Ungarneinfälle, die eine jahrzehntelange Agonie zur Folge haben, unterbrochen. Danach bilden sich umfassendere Herrschaftsbereiche heraus, die auch den sich erweiternden Dimensionen von Kirchenmacht, Wirtschaft und städtischer Organisation entsprechen.